# Román Baldorioty de Castro
Román Baldorioty de Castro (Guaynabo, 23 febbraio 1822 – Ponce, 30 settembre 1889) è stato un politico portoricano.
Si distinse per essere uno tra i più famosi abolizionisti e portavoce per i diritti dell'autonomia di Porto Rico. Fu un caposaldo del movimento autonomo portoricano.